# Nils Olsson (spelman, född 1869)
Nils Olsson, född 8 september 1869 i Vånga, Östergötlands län, död 4 juli 1936 i Linköping, Östergötlands län, var en svensk spelman.

## Biografi
Nils Olsson föddes 8 september 1869 på Ö Torp i Vånga, Östergötlands län. Han var son till kyrkvärden Olof Olofsson och Karin Nilsdotter. De flyttade 1870 till Bobergs Östergård i samma socken.
Han började spela fiol när han var sju år gammal och påverkades av sin farbror Anders Olsson i Vånga, som spelade fiol. På senare år kom han i kontakt med två skickliga spelmän. De var klockaren Hultgren (född 1825) i Vånga, som han lärde sig några melodier av och urmakaren Gustaf Oskar Tidlund i Vånga som han lärde sig noter av. Olsson representerade Östergötland vid 1910 års riksspelmansstämma i Stockholm. Han anställdes 1911 som spelman på Skansen. Olsson började 1905 att arbeta som hemmansägare på Stora Tollstads Ödegård i Sjögestads socken. Han flyttade 1928 till Linköping och förklarades omyndig 1931. Olsson avled 4 juli 1936 i Linköping.
Olsson spelade taktfast, klart och distinkt. Polskorna spelade han ofta non legato och valserna spelade han ofta legato.

## Verklista
Nio melodier upptecknades 1924 av spelmannen Olof Andersson.
- Polska i G-dur efter Hultgren.[8]
- Ristmans polska i D-dur efter Hultgren.[8]
- Skräddarepolskan i D-dur efter Hultgren.[8]
- Brännvinspolskan i C-dur efter Hultgren.[8]
- Polska i D-dur efter Hultgren.[8]
- Hagforsvalen i C-dur efter spelman Nils.[8]
- Kom min lilla Sissa du i g-moll. Olsson lärde sig visan av sin mormor.[8]
- Polska i g-moll från Uppland.[8]
- Vals i D-dur.[8]